# 2122 Pyatiletka
2122 Pyatiletka (1971 XB) là một tiểu hành tinh vành đai chính được phát hiện ngày 14 tháng 12 năm 1971, bởi T. M. Smirnova ở Đài vật lý thiên văn Crimean. Nó được đặt theo tên của Kế hoạch 5 năm kinh tế quốc gia của Liên bang Xô Viết.